# Municipio Bolívar (Falcón)
Bolívar es uno de los 25 municipios que forman parte del Estado Falcón, Venezuela. Tiene una superficie de 295 km² y una población de 10 519 habitantes (censo 2001). Su capital es San Luis. Está conformado por las parroquias Aracua, La Peña y San Luis.
El municipio se encuentra ubicado al centro del Estado Falcón, la economía se fundamenta en la actividad agrícola, cerca del 4 % de la superficie agrícola del estado se encuentra en este municipio. El reservorio natural más importante es el parque nacional Juan Crisóstomo Falcón.

## Parroquias
1. Parroquia Aracua
2. Parroquia La Peña
3. Parroquia San Luis (San Luis)

## Política y gobierno

### Alcaldes
| Período     | Alcalde           | Partido político / Alianza | % de votos | Notas |
| ----------- | ----------------- | -------------------------- | ---------- | --- |
| 1989 - 1991 | José Gudiño       | AD                         | 49,46      | Primer alcalde bajo elecciones directas.(No culminó su periodo, fue revocado de su mandato en un referéndum)                                          |
| 1991 - 1992 | Williams Ávila    | COPEI                      | -          | (Alcalde encargado por la cámara municipal tras el referéndum Revocatorio)                                                                            |
| 1992 - 1995 | Williams Ávila    | COPEI                      | 50,76      | Segundo alcalde bajo elecciones directas |
| 1995 - 2000 | Wilfredo Romero   | AD                         | -          | Tercer alcalde bajo elecciones directas (se realizaron elecciones generales adelantadas en el 2000 debido a la aprobación de la Constitución de 1999) |
| 2000 - 2004 | Wilfredo Romero   | AD                         | 42,06      | Reelecto |
| 2004 - 2008 | Oswaldo Miquilena | MVR                        | 58,97      | Cuarto alcalde bajo elecciones directas |
| 2008 - 2013 | Evaristo Jiménez  | PSUV                       | 51,41      | Quinto alcalde bajo elecciones directas (se postergan 1 año las elecciones municipales pautadas para finales del 2012)                                |
| 2013 - 2017 | Evaristo Jiménez  | PSUV                       | 72,53      | Reelecto |
| 2017 - 2021 | Evaristo Jiménez  | PSUV                       | 89,47      | Reelecto |
| 2021 - 2025 | Darwin Noroño     | PSUV                       | 60,54      | Sexto alcalde bajo elecciones directas |

### Concejo municipal
Período 1989 - 1992
| Concejales:     | Partido político / Alianza |
| --------------- | -------------------------- |
| Pedro Arguelles | COPEI                      |
| Ramon Bello     | COPEI                      |
| Williams Ávila  | COPEI                      |
| Juan Sivira     | AD                         |
| Marlene Eljuri  | AD                         |

Período 1992 - 1995
| Concejales:         | Partido político / Alianza |
| ------------------- | -------------------------- |
| Ali José Colina     | AD                         |
| Lidda M. González   | AD                         |
| Wilfredo Romero     | AD                         |
| Gloria de Domínguez | COPEI                      |
| Neptary Chirinos    | COPEI                      |

Período 1995 - 2000
| Concejales:      | Partido político / Alianza |
| ---------------- | -------------------------- |
| Hermes Gutiérrez | AD                         |
| Zobeida Blanco   | AD                         |
| Darfo Hernández  | AD                         |
| Francisco Bello  | COPEI                      |
| Hector Rodríguez | COPEI                      |

Período 2000 - 2005
| Concejales:       | Partido político / Alianza |
| ----------------- | -------------------------- |
| Jesus Caldera     | MVR                        |
| Jose Añez         | MVR                        |
| Oswaldo Miquilena | MVR                        |
| Andres Acosta     | AD                         |
| Elisa de Romero   | AD                         |

Período 2005 - 2013
| Concejales     | Partido político / Alianza |
| -------------- | -------------------------- |
| Jose Chirinos  | MVR                        |
| Jesus Caldera  | MVR                        |
| Jose Añez      | MVR                        |
| Antonio Sivira | MVR                        |
| Lucas Bracho   | MVR                        |

Período 2013 - 2018
| Concejales     | Partido político / Alianza |
| -------------- | -------------------------- |
| Jose Chirinos  | PSUV                       |
| Mariela Tambo  | PSUV                       |
| Jose Añez      | PSUV                       |
| Antonio Sivira | PSUV                       |
| Lucas Bracho   | PSUV                       |

Período 2018 - 2021
| Concejales       | Partido político / Alianza |
| ---------------- | -------------------------- |
| Yubisay Chirínos | PSUV                       |
| Lucas Bracho     | PSUV                       |
| Yonahily Medina  | PSUV                       |
| Maria Sivira     | PSUV                       |
| José Añez        | PSUV                       |

Periodo 2021 - 2025
| Concejales:      | Partido político / Alianza |
| ---------------- | -------------------------- |
| Vifrank Bermúdez | PSUV                       |
| Yonahily Medina  | PSUV                       |
| Ruangel Acost    | PSUV                       |
| Prisca Gamboa    | PSUV                       |
| Rafael Bello     | MUD                        |